# Ylinen Hallajärvi
Ylinen Hallajärvi är en sjö i Haparanda kommun i Norrbotten och ingår i Keräsjoki-Sangisälvens kustområde. Sjön har en area på 0,158 kvadratkilometer och ligger 58,9 meter över havet. Sjön avvattnas av vattendraget Myllyoja.

## Delavrinningsområde
Ylinen Hallajärvi ingår i det delavrinningsområde (733631-185541) som SMHI kallar för Ovan Sattaoja. Medelhöjden är 51 meter över havet och ytan är 36,83 kvadratkilometer. Det finns inga avrinningsområden uppströms utan avrinningsområdet är högsta punkten. Avrinningsområdets utflöde Myllyoja mynnar i havet. Avrinningsområdet består mestadels av skog (82 procent) och sankmarker (13 procent). Avrinningsområdet har 0,21 kvadratkilometer vattenytor vilket ger det en sjöprocent på 0,6 procent.